# Europaparlamentsvalet i Sverige 2019
Europaparlamentsvalet i Sverige 2019 ägde rum söndagen den 26 maj 2019, då ursprungligen 20 ledamöter valdes att representera Sverige i Europaparlamentet. Efter att Storbritannien lämnade EU 1 februari 2020 tilldelades Sverige ytterligare ett mandat.

## Valresultat

### Mandatfördelning

Karta över största nationella parti efter kommun i valet 2019:
Socialdemokraterna
Moderaterna
Sverigedemokraterna
Centerpartiet
Kristdemokraterna

|                        |                        |  |        |   |
| Parti                  |                        |  | Mandat |   |
| Socialdemokraterna     | Socialdemokraterna     |  | 5      | 5 |
| Moderaterna            | Moderaterna            |  | 4      | 4 |
| Sverigedemokraterna    | Sverigedemokraterna    |  | 3      | 3 |
| Miljöpartiet           | Miljöpartiet           |  | 3      | 3 |
| Centerpartiet          | Centerpartiet          |  | 2      | 2 |
| Kristdemokraterna      | Kristdemokraterna      |  | 2      | 2 |
| Vänsterpartiet         | Vänsterpartiet         |  | 1      | 1 |
| Liberalerna            | Liberalerna            |  | 1      | 1 |
| Feministiskt initiativ | Feministiskt initiativ |  | 0      | 0 |

|            |         |  |        |   |
| Partigrupp |         |  | Mandat |   |
| EPP        | EPP     |  | 6      | 6 |
| S&D        | S&D     |  | 5      | 5 |
| ECR        | ECR     |  | 3      | 3 |
| RE         | RE      |  | 3      | 3 |
| G/EFA      | G/EFA   |  | 3      | 3 |
| GUE/NGL    | GUE/NGL |  | 1      | 1 |

#### Mandatperioden 2014–2019
|                        |                        |  |        |   |
| Parti                  |                        |  | Mandat |   |
| Socialdemokraterna     | Socialdemokraterna     |  | 5      | 5 |
| Miljöpartiet           | Miljöpartiet           |  | 4      | 4 |
| Moderaterna            | Moderaterna            |  | 3      | 3 |
| Liberalerna            | Liberalerna            |  | 2      | 2 |
| Sverigedemokraterna    | Sverigedemokraterna    |  | 2      | 2 |
| Centerpartiet          | Centerpartiet          |  | 1      | 1 |
| Vänsterpartiet         | Vänsterpartiet         |  | 1      | 1 |
| Kristdemokraterna      | Kristdemokraterna      |  | 1      | 1 |
| Feministiskt initiativ | Feministiskt initiativ |  | 1      | 1 |

|            |         |  |        |   |
| Partigrupp |         |  | Mandat |   |
| S&D        | S&D     |  | 6      | 6 |
| EPP        | EPP     |  | 4      | 4 |
| G/EFA      | G/EFA   |  | 4      | 4 |
| ALDE       | ALDE    |  | 3      | 3 |
| EFDD       | EFDD    |  | 2      | 2 |
| GUE/NGL    | GUE/NGL |  | 1      | 1 |

|                                                                                            |         |  |           |        |
|                                                                                            | Andel   |  | Antal     | Mandat |
| Arbetarepartiet-Socialdemokraterna                                                         | 23,48 % |  | 974 589   | 5      |
| Arbetarepartiet-Socialdemokraterna                                                         | –0,71   |  | +75 515   | ±0     |
| Moderata samlingspartiet                                                                   | 16,83 % |  | 698 770   | 4      |
| Moderata samlingspartiet                                                                   | +3,18   |  | +191 282  | +1     |
| Sverigedemokraterna                                                                        | 15,34 % |  | 636 877   | 3      |
| Sverigedemokraterna                                                                        | +5,68   |  | +277 629  | +1     |
| Miljöpartiet de gröna                                                                      | 11,52 % |  | 478 258   | 3      |
| Miljöpartiet de gröna                                                                      | –3,89   |  | –94 333   | –1     |
| Centerpartiet                                                                              | 10,78 % |  | 447 641   | 2      |
| Centerpartiet                                                                              | +4,30   |  | +206 540  | +1     |
| Kristdemokraterna                                                                          | 8,62 %  |  | 357 856   | 2      |
| Kristdemokraterna                                                                          | +2,69   |  | +137 282  | +1     |
| Vänsterpartiet                                                                             | 6,80 %  |  | 282 300   | 1      |
| Vänsterpartiet                                                                             | +0,50   |  | +48 028   | ±0     |
| Liberalerna                                                                                | 4,13 %  |  | 171 419   | 1      |
| Liberalerna                                                                                | –5,79   |  | –197 095  | –1     |
| Feministiskt initiativ                                                                     | 0,77 %  |  | 32 143    | 0      |
| Feministiskt initiativ                                                                     | –4,71   |  | –171 862  | –1     |
| Piratpartiet                                                                               | 0,64 %  |  | 26 526    | 0      |
| Piratpartiet                                                                               | –1,59   |  | –56 237   | ±0     |
| Övriga partier och kandidater                                                              | 1,09 %  |  | 45 091    | 0      |
| Övriga partier och kandidater                                                              | +0,36   |  | +17 943   | ±0     |
| Ogiltiga röster (Blanka)                                                                   | 0,73 %  |  | 30 712    | 0      |
| Ogiltiga röster (Blanka)                                                                   | –0,30   |  | –8 223    | ±0     |
| Ogiltiga röster (Övriga)                                                                   | 0,13 %  |  | 5 666     | 0      |
| Ogiltiga röster (Övriga)                                                                   | +0,04   |  | +2 428    | ±0     |
| Valdeltagande                                                                              | 55,27 % |  | 4 187 848 | 21     |
| Valdeltagande                                                                              | +4,20   |  | +428 897  | +1     |
| Antal röstberättigade 7 576 917 06 EPP 05 S&D 03 RE 03 G/EFA 00 ID 03 ECR 01 GUE/NGL 00 NI |         |  |           |        |

## Valda ledamöter
| Moderaterna (EPP) - Tomas Tobé - Jessica Polfjärd - Jörgen Warborn - Arba Kokalari Centerpartiet (ALDE) - Fredrick Federley - Abir Al-Sahlani Liberalerna (ALDE) - Karin Karlsbro Kristdemokraterna (EPP) - Sara Skyttedal - David Lega | Socialdemokraterna (S&D) - Heléne Fritzon - Johan Danielsson - Jytte Guteland - Erik Bergkvist - Evin Incir Vänsterpartiet (GUE/NGL) - Malin Björk Miljöpartiet (De gröna/EFA) - Alice Bah Kuhnke - Pär Holmgren - Jakop Dalunde (Från och med 1 februari 2020) Sverigedemokraterna (ECR) - Peter Lundgren - Jessica Stegrud - Charlie Weimers |

### Personkryss
För att bli personvald behöver kandidaten få minst 5 % och att partiet har fått mandat som kandidaten kan ta i anspråk. 39,37% av rösterna i valet innehöll ett personkryss. Tomas Tobé fick flest personröster med 150 726 stycken. Den största andelen personröster av de invalde ledamöterna fick dock Alice Bah Kuhnke med 29,50% av partiets personröster.
Plac. = placering på partiets valsedel.
| Plac.                    | Kandidat                 | %       | Övrigt                                     |
| ------------------------ | ------------------------ | ------- | ------------------------------------------ |
| 1                        | Heléne Fritzon           | 7,59 %  | personvald.                                |
| 2                        | Johan Danielsson         | 4,12 %  | invald. avgick november 2021.              |
| 3                        | Jytte Guteland           | 4,37 %  | invald. avgick september 2022.             |
| 4                        | Erik Bergkvist           | 1,76 %  | invald. avled februari 2024.               |
| 5                        | Evin Incir               | 0,97 %  | invald.                                    |
| 6                        | Ilan De Basso            | 0,72 %  | ersättare 1. ledamot sedan december 2021.  |
| 7                        | Carina Ohlsson           | 0,79 %  | ersättare 2. ledamot sedan september 2022. |
| 8                        | Linus Glanzelius         | 0,51 %  | ersättare 3. ledamot sedan februari 2024.  |
| 9                        | Åsa Karlsson Björkmarker | 0,90 %  | ersättare 4.                               |
| 10                       | Adnan Dibrani            | 0,93 %  | ersättare 5.                               |
| Total andel personröster | Total andel personröster | 31,22 % | 31,22 %                                    |

| Plac.                    | Kandidat                 | %       | Övrigt       |
| ------------------------ | ------------------------ | ------- | ------------ |
| 1                        | Tomas Tobé               | 21,57 % | personvald.  |
| 2                        | Jessica Polfjärd         | 2,57 %  | invald.      |
| 3                        | Jörgen Warborn           | 1,93 %  | invald.      |
| 4                        | Arba Kokalari            | 1,47 %  | invald.      |
| 5                        | Gustaf Göthberg          | 1,28 %  | ersättare 1. |
| 6                        | Micaela Löwenhöök        | 0,81 %  | ersättare 2. |
| 7                        | Hans Wallmark            | 0,89 %  | ersättare 3. |
| 8                        | Jelena Drenjanin         | 0,23 %  | ersättare 4. |
| 25                       | Henrik Sundström         | 2,57 %  |              |
| Total andel personröster | Total andel personröster | 38,46 % | 38,46 %      |

| Plac.                    | Kandidat                 | %       | Övrigt                                                              |
| ------------------------ | ------------------------ | ------- | ------------------------------------------------------------------- |
| 1                        | Peter Lundgren           | 13,72 % | personvald. partilös sedan mars 2022.                               |
| 2                        | Jessica Stegrud          | 6,47 %  | personvald. avgick september 2022.                                  |
| 3                        | Charlie Weimers          | 4,82 %  | invald.                                                             |
| 4                        | Kristina Winberg         | 1,17 %  | inte valbar.                                                        |
| 5                        | Johan Nissinen           | 0,63 %  | ersättare 1. ledamot sedan september 2022. partilös sedan maj 2024. |
| 6                        | Karl Robbjens            | 0,66 %  | ersättare 2.                                                        |
| 7                        | Ludvig Aspling           | 0,47 %  | ersättare 3.                                                        |
| Total andel personröster | Total andel personröster | 36,71 % | 36,71 %                                                             |

| Plac.                    | Kandidat                 | %       | Övrigt                                      |
| ------------------------ | ------------------------ | ------- | ------------------------------------------- |
| 1                        | Alice Bah Kuhnke         | 29,50 % | personvald.                                 |
| 2                        | Pär Holmgren             | 15,29 % | personvald.                                 |
| 3                        | Jakop Dalunde            | 2,53 %  | ersättare 1. ledamot sedan 1 februari 2020. |
| 4                        | Bodil Valero             | 0,98 %  | ersättare 2.                                |
| 5                        | Emma Nohrén              | 1,68 %  | ersättare 3.                                |
| Total andel personröster | Total andel personröster | 56,56 % | 56,56 %                                     |

| Plac.                    | Kandidat                 | %       | Övrigt                                    |
| ------------------------ | ------------------------ | ------- | ----------------------------------------- |
| 1                        | Fredrick Federley        | 24,18 % | personvald. avgick december 2020.         |
| 2                        | Abir Al-Sahlani          | 1,42 %  | invald.                                   |
| 3                        | Emma Wiesner             | 4,62 %  | ersättare 1. ledamot sedan februari 2021. |
| 4                        | Gustav Hemming           | 0,46 %  | ersättare 2.                              |
| 5                        | Kristina Jonäng          | 1,01 %  | ersättare 3.                              |
| 7                        | Tomas Mörtsell           | 1,59 %  |                                           |
| Total andel personröster | Total andel personröster | 42,74 % | 42,74 %                                   |

| Plac.                    | Kandidat                 | %       | Övrigt                                    |
| ------------------------ | ------------------------ | ------- | ----------------------------------------- |
| 1                        | Sara Skyttedal           | 20,77%  | personvald. partilös sedan februari 2024. |
| 2                        | David Lega               | 7,79%   | personvald.                               |
| 3                        | Liza-Maria Norlin        | 1,45%   | ersättare 1.                              |
| 4                        | Yusuf Aydin              | 1,33%   | ersättare 2.                              |
| 5                        | Birgitta Sacrédeus       | 1,00%   | ersättare 3.                              |
| Total andel personröster | Total andel personröster | 40,20 % | 40,20 %                                   |

| Plac.                    | Kandidat                 | %       | Övrigt       |
| ------------------------ | ------------------------ | ------- | ------------ |
| 1                        | Malin Björk              | 22,41%  | personvald.  |
| 2                        | Ana Süssner Rubin        | 2,80%   | ersättare 1. |
| 3                        | Deniz Butros             | 2,92%   | ersättare 2. |
| 4                        | Nina Broman Costa        | 0,74%   | ersättare 3. |
| Total andel personröster | Total andel personröster | 38,53 % | 38,53 %      |

| Plac.                    | Kandidat                 | %       | Övrigt       |
| ------------------------ | ------------------------ | ------- | ------------ |
| 1                        | Karin Karlsbro           | 9,23%   | personvald.  |
| 2                        | Said Abdu                | 3,82%   | ersättare 1. |
| 3                        | Maria Weimer             | 3,45%   | ersättare 2. |
| 4                        | Allan Widman             | 4,35%   | ersättare 3. |
| Total andel personröster | Total andel personröster | 35,56 % | 35,56 %      |

## Toppkandidater för partier i Europaparlamentet

### Centerpartiet
Centerpartiets förtroenderåd fastställde partiets valsedel den 17 december 2018. Listan toppades av Fredrick Federley, Abir Al-Sahlani och Emma Wiesner.

### Feministiskt initiativ
Feministiskt initiativs valberedning hade återigen satt Soraya Post som nummer ett på partiets valsedel inför Europaparlamentsvalet 2019.

### Kristdemokraterna
Den 16 november 2018 presenterade Kristdemokraternas valberedning vilka kandidater som föreslås toppa Kristdemokraternas valsedel: Sara Skyttedal, David Lega och Liza-Maria Norlin.

### Liberalerna
Den 25 januari 2019 presenterades resultatet av Liberalernas rådgivande omröstning inför valet till EU-parlamentet. Provvalet vanns av den sittande parlamentarikern Cecilia Wikström, följd av Allan Widman, Said Abdu, Maria Weimer och Karin Karlsbro. Partirådet 15 februari 2019 beslutade att ordningen på valsedeln skulle vara Wikström, Abdu, Weimer, Widman, Karlsbro.
Den 20 februari 2019 rapporterade SVT att Cecilia Wikström varje månad tjänade 70 000 kronor extra, utöver sin lön som Europaparlamentariker på cirka 80 000 kr, tack vare styrelseuppdrag i företagen Beijer Alma och Elekta. Det var inte mot parlamentets regler att ha sidouppdrag så länge man redovisade dem. Den 9 mars meddelade Liberalerna att Wikström petats som partiets toppnamn inför Europaparlamentsvalet i maj, efter att Wikström ställts inför ett ultimatum om att lämna styrelseuppdragen eller ge upp sin plats på valsedeln. Wikström stod fast vid båda sina uppdrag och menade att ”ingenting nytt i sak har framkommit”, då både Liberalernas partiledning och valberedning kände till Wikströms sidouppdrag och också godkände dem innan hon valdes till partiets toppkandidat. Partiprofilerna Maria Leissner och Birgitta Ohlsson gick ut offentligt och stöttade Cecilia Wikström.
Den 29 mars valdes Karin Karlsbro till partiets nya toppkandidat av Liberalernas partiråd. Wikström återfanns inte alls på den uppdaterade vallistan för Liberalerna. Said Abdu placerades på andra plats, Maria Weimer på tredje och Allan Widman på fjärde.

### Miljöpartiet
I december 2018 presenterade Miljöpartiet dåvarande kulturministern Alice Bah Kuhnke, TV-meteorologen Pär Holmgren och Jakop Dalunde som sina toppkandidater till Europaparlamentsvalet.

### Moderaterna
Den 24 oktober 2018 presenterade Moderaternas valberedning vilka kandidater som föreslogs toppa Moderaternas valsedel: Tomas Tobé, Jessica Polfjärd, Jörgen Warborn och Arba Kokalari. Listan fastställdes av Moderaternas partiråd den 23 november 2018. Ett kontroversiellt beslut var att inte inkludera den sittande Europaparlamentarikern Anna Maria Corazza Bildt som kandidat.

### Socialdemokraterna
De socialdemokratiska toppkandidaterna till Europaparlamentet var Heléne Fritzon, Johan Danielsson, Jytte Guteland, Erik Bergkvist, Evin Incir och Ilan De Basso. De samlade LO-förbunden hade ställt sig bakom Johan Danielsson som gemensam kandidat på Socialdemokraternas lista. Även SSU hade lanserat en egen kandidat, Linus Glanzelius, som placerades på åttonde plats på listan.

### Sverigedemokraterna
Den 12 februari 2019 tillkännagav Sverigedemokraterna sin kandidatlista till Europaparlamentet. Den toppades av den sittande europaparlamentarikern Peter Lundgren, följd av ekonomen Jessica Stegrud och den tidigare ordföranden för Kristdemokratiska ungdomsförbundet (KDU), Charlie Weimers, Kristina Winberg och Johan Nissinen. 
Partiets toppkandidat inför valet 2014 återfanns således först på plats fyra på den ursprungliga listan. Den 19 maj beslutade Sverigedemokraternas verkställande utskott att stryka Kristina Winberg från listan och utestänga henne som medlem. Enligt Sverigedemokraterna skulle eventuella förtidsröster på henne att tillfalla partiet och hennes medlemskap i partiet avslutas på grund av "upprepade händelser där Winberg under de senaste åren givit prov på klandervärt och omdömeslöst uppförande både i förhållande till kollegor och personal".

### Vänsterpartiet
Den 28 januari presenterades Vänsterpartiets lista som åter toppades av Malin Björk följd av Ana Süssner Rubin.. Partiets tidigare förste vice ordförande Alice Åström meddelade den 27 januari att hon kandiderar till Europaparlamentet efter att ha blivit nominerad till första namn av partidistriktet i Jönköpings län. Åström återfanns dock inte på den slutgiltiga listan över kandidater som fastställdes på partikongressen den 16–17 februari 2019.

### Övriga
Toppkandidater för övriga partier (som beställt valsedlar)
- Alternativ för Sverige – Gustav Kasselstrand
- Basinkomstpartiet – Jan Jäger
- Common Sense in Sweden – Erik Steen
- Direktdemokraterna – Thomas Larsson
- Djurens parti – Therese Ericsson
- Europeiska arbetarpartiet – Kjell Lundqvist
- Klassiskt liberala partiet – Henrik Alexandersson
- Kristna Värdepartiet – Patrik Tikkanen
- Kustkult – Johan Magnus von Malmborg
- Landsbygdspartiet oberoende – Claes Littorin
- Medborgerlig samling – Fredrik Sander
- Ny Reform – Maryam Barkadehi
- Partiet Vändpunkt – Kitty Ehn
- Piratpartiet – Mattias Bjärnemalm
- Skånepartiet – Carl P. Herslow
- Solens Frihetsparti – Aldo Colliander
- Sveriges Kommunistiska Parti – Lars Lundberg
- Sverige ut ur EU/Frihetliga Rättvisepartiet (FRP) – Valentin Ernesto Cueto Toro
- Trygghetspartiet – Inger Reinfeldt
- Valsamverkanspartiet – Martin Gustavsson
- Vi Socialkonservativa – Rickard Wall

## Opinionsundersökningar
| Opinionsinstitut | Period           | Urval | S      | MP             | M      | L      | SD     | C      | V      | KD     | FI     | Andra |       |       |       |       |
| ---------------- | ---------------- | ----- | ------ | -------------- | ------ | ------ | ------ | ------ | ------ | ------ | ------ | ----- | ----- | ----- | ----- | ----- |
| Opinionsinstitut | Period           | Urval | Sifo   | 20–23 maj 2019 | 2 437  | 23,1 % | 10,0 % | 14,4 % | 4,0 %  | 18,9 % | 10,3 % | Andra | 8,3 % | 9,0 % | 0,5 % | 1,6 % |
| DN/Ipsos         | 16-23 maj 2019   | 3 155 | 23,9 % | 9,9 %          | 13,6 % | 4,5 %  | 16,9 % | 8,5 %  | 7,2 %  | 12,5%  | 0,9 %  | 2,1 % |       |       |       |       |
| Novus            | 6–22 maj 2019    | 2 456 | 23,5 % | 10,7 %         | 15,9 % | 5,2%   | 16,2 % | 8,6 %  | 7,2 %  | 9,9 %  | 1,1 %  | 1,1 % |       |       |       |       |
| Skop             | 19–20 maj 2019   | 1 042 | 23,5 % | 9,4 %          | 16,8 % | 3,8 %  | 17,2 % | 9,6 %  | 7,5 %  | 10,5 % | 0,9 %  | 1,0 % |       |       |       |       |
| Inizio           | 10–16 maj 2019   | 2 200 | 23,0 % | 9,3 %          | 15,7 % | 3,4 %  | 18,8 % | 9,5 %  | 6,9 %  | 9,1 %  | 2,0 %  | 2,3 % |       |       |       |       |
| Sifo             | 10–15 maj 2019   | 2 867 | 21,9 % | 9,6 %          | 13,5 % | 4,1 %  | 19,9 % | 7,6 %  | 9,5 %  | 11,2 % | 1,2 %  | 1,6 % |       |       |       |       |
| Sifo             | 2–9 maj 2019     | 2 383 | 23,1 % | 11,6 %         | 15,5 % | 3,3 %  | 16,9 % | 7,6 %  | 7,4 %  | 12,4 % | 1,0 %  | 1,4 % |       |       |       |       |
| Inizio           | 1–9 maj 2019     | 2 218 | 23,9 % | 9,6 %          | 16,9 % | 3,4 %  | 17,9 % | 8,4 %  | 6,9 %  | 8,8 %  | 2,0 %  | 2,5 % |       |       |       |       |
| Novus            | 15–28 april 2019 | 1 792 | 24,8 % | 10,6 %         | 12,6 % | 5,3%   | 13,7 % | 7,4 %  | 11,1 % | 9,7 %  | 1,1 %  | 3,8 % |       |       |       |       |
| Sifo             | 23–25 april 2019 | 2 097 | 21,0 % | 10,0 %         | 16,5 % | 3,4 %  | 19,9 % | 6,3 %  | 8,2 %  | 10,7 % | 1,7 %  | 2,4 % |       |       |       |       |
| Inizio           | 15–25 april 2019 | 2 068 | 24,9 % | 8,7 %          | 15,9 % | 3,7 %  | 17,4 % | 9,4 %  | 7,6 %  | 9,0%   | 1,4 %  | 1,9 % |       |       |       |       |
| DN/Ipsos         | 9–22 april 2019  | 1 507 | 23 %   | 9 %            | 15 %   | 6 %    | 17 %   | 8 %    | 10 %   | 10 %   | 1 %    | 2 %   |       |       |       |       |
| Skop             | 7–27 mars 2019   | 1 510 | 25,7 % | 9,2 %          | 17,7 % | 4,5 %  | 15,1 % | 7,6 %  | 7,6 %  | 9,3 %  | 1,4 %  | 1,9 % |       |       |       |       |
| Sifo             | 19–25 mars 2019  | 2 097 | 25,2 % | 8,1 %          | 16,2 % | 4,0 %  | 17,3 % | 7,1 %  | 8,6 %  | 10,4 % | 1,5 %  | 1,5 % |       |       |       |       |
| Novus            | 11–24 mars 2019  | 1 842 | 25,5 % | 9,2 %          | 13,7 % | 5,0 %  | 14,3 % | 9,2 %  | 10,6 % | 8,9 %  | 1,2 %  | 2,5 % |       |       |       |       |
| Sifo             | 20–25 feb 2019   | 1 537 | 27,5 % | 6,4 %          | 16,4 % | 3,8 %  | 18,0 % | 5,8 %  | 10,0 % | 8,6 %  | 1,2 %  | 2,4 % |       |       |       |       |
| EU-valet 2014    | 25 maj 2014      | –     | 24,2 % | 15,4 %         | 13,7 % | 9,9 %  | 9,7 %  | 6,5 %  | 6,3 %  | 5,9 %  | 5,5 %  | 3,0 % |       |       |       |       |

## Andra allmänna val
I samband med Europaparlamentsvalet 2019 avgjordes två kommunala folkomröstningar i Sverige. I Svedala kommun tog medborgarna ställning till om ett fängelse ska etableras på orten, med 67,5% nej.
Invånarna i Borgholms kommun och Mörbylånga kommun röstade om ett förslag om en ihopslagning till Ölands kommun, vilket gav nej i båda kommuner.